# Ferdinand Keller (konstnär)

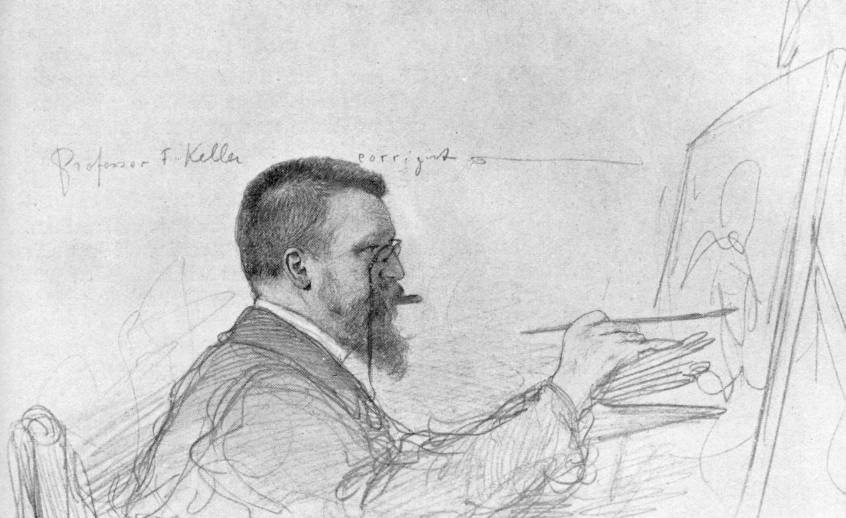
Ferdinand Keller, tecknad av eleven Christian Wilhelm Allers.

Ferdinand Keller, född den 5 augusti 1842 i Karlsruhe, död den 8 juli 1922 i Baden-Baden, var en tysk målare. 
Keller studerade i sin hemstad, där han sedermera blev professor och direktör för konstskolan. Han målade historiebilder (Nero vid Roms brand, 1873, Hero och Leander 1880), kyrkofresker, allegorier (Kejsar Vilhelm den segerrike 1888, Berlins nationalgalleri), landskap och porträtt (självporträtt, 1889, i Uffizigalleriet, Florens).